# Конец соединения
«Конец соединения» (англ. Over logging) — 6 серия 12 сезона (№ 173) мультсериала «Южный Парк», премьера которого состоялась 16 апреля 2008 года. В этом эпизоде семья Маршей присоединяется к массовой миграции на запад страны, после того как в Колорадо прекращается доступ в Интернет.
Автором сценария и режиссёром эпизода является один из создателей шоу Трей Паркер, в соавторстве с Мэттом Стоуном. Эпизод получил возрастной рейтинг TV-MA в Соединённых Штатах. Серия пародирует роман 1939 года Джона Стейнбека «Гроздья гнева» (изображающий бедственное положение Оки во время пыльного котла) и его последующую экранизацию.

## Сюжет
Поздний вечер, вся семья Маршей сидит в интернете. Стэн бродит по сети, Шелли в iChat беседует со своим другом Амиром из Монтаны, а Рэнди осторожно просматривает порно-сайты. Шерон отправляет их всех спать.
На следующее утро вся семья обнаруживает, что на всех компьютерах в их доме нет доступа в Интернет. Марши отправляются к семье Брофловски, чтобы использовать их подключение, но вскоре обнаруживают, что Интернет не работает также и у них. Обе семьи едут в кофейню Starbucks, где есть бесплатный беспроводной интернет и хот-споты Wi-Fi, но там выясняется, что интернета нет во всём городе. Люди обращаются к «древнему» способу получения новостей, который существовал до Интернета — телевидение, но оказывается, что раньше местный канал получал все новости из Интернета, и сейчас ему просто нечего сообщать. Город осознаёт, что находится в «полной изоляции». Телевидение лишь сообщает о смутных слухах о том, что Интернет есть в Кремниевой долине.
Весь город погружается в скуку. Через 8 дней семья Маршей решает ехать в Калифорнию, в Силиконовую долину, где, наверняка, есть Интернет. На полпути они останавливаются на ночлег в кемпинге, где собрались такие же соискатели. Там они узнают, что даже если доступ в Интернет и есть, то на очень маленькой скорости. Расстроенные, все отправляются спать (кадры пребывания в кемпинге показаны в чёрно-белом виде).
На следующий день Марши, наконец, прибывают в Силиконовую долину, где располагается лагерь Красного креста для интернет-беженцев. Интернет есть, но он распределяется между всеми беженцами: одному человеку даётся 40 секунд в день, выдаются карточки. Рэнди этим не доволен, он замечает, что 40 секунд не хватит даже на Википедию. Шелли сердится, что она не может общаться с Амиром, а затем неоднократно избивает Стэна, пытавшегося её утешать.
Рэнди взволнованно жалуется охраннику, что он измучен от воздержания больше двух недель. Рэнди объясняет, что он настолько привык к возможности найти любое порно с помощью щелчка мыши, что «Playboy уже не катит». После отказа охранника в помощи, Рэнди встречает другого беженца, который сообщает ему, что многие люди пришли в Калифорнию из-за той же беды. Беженец предлагает Рэнди «Симулятор интернет-порно», в виде палатки с картонным компьютером, в котором чья-то рука показывает грубо нарисованные изображения. Рэнди уходит разочарованным, говоря беженцу, что это «просто не то же самое». Затем человек берёт с Рэнди $ 49 за услугу, и Рэнди отвечает: «Ну, по крайней мере, это похоже на Интернет».
На ночь компьютер с доступом в интернет закрывают в особой комнате. Рэнди решает проникнуть в эту комнату, чтобы тайно просмотреть извращённое порно. Когда он достигает оргазма, его громкие стоны привлекают внимание, и его обнаруживают за компьютером, покрытого с головы до ног эякулятом. Он пытается объяснить, что это «жуткий призрак облил его эктоплазмой». Охранники лагеря узнают, что Рэнди использовал соединение с Интернетом.
Тем временем, правительство пытается найти способ починить «Интернет», который представляет собой гигантский маршрутизатор, который перестал работать по неизвестной причине. Делается несколько безуспешных попыток починить его: с ним ведутся переговоры, к нему обращаются с помощью музыки, в него даже стреляют. На помощь специалистам приходит Кайл, который отключает его от сети, ждёт несколько секунд, а затем снова включает. Индикатор сети светится зелёным, указывая, что общенациональный доступ в Интернет восстановлен, ко всеобщей радости.
В лагере беженцев все видят, что их компьютеры работают, и радуются возвращению доступа Интернет. Шелли радуется, что она снова сможет общаться с Амиром, как вдруг слышит, как какой-то мальчик зовёт её по имени. Это Амир, его семья также путешествовала по всей стране, чтобы получить доступ в Интернет. Им неловко друг рядом с другом, но они строят планы по общению через сеть, вместо того, чтобы поговорить в живую.
В конце Рэнди, одетый как индеец, произносит речь о том, что люди должны учиться на этом опыте, и к интернету надо относиться уважительно и не злоупотреблять временем пребывания в сети. Он советует людям не пользоваться интернетом для бессмысленных целей, а только использовать его, когда это действительно необходимо, а порно просматривать «2 раза в день… максимум».

## Пародии
Большая часть эпизода является пародией на роман «Гроздья гнева». В серии высмеивается речь Стивена Сигала в конце фильма «В смертельной зоне». Использование музыки для общения с интернетом пародирует использование подобной технологии для общения с инопланетянами в фильме «Близкие контакты третьей степени».

## Отзывы
Трэвис Фиккетт из IGN заявил, что «в конечном счёте» Конец соединения «явно задуман как сатира на нашу доверчивость к Интернету и на нашу зависимость от него. Однако авторам особенно нечего сказать или же пошутить на поднятую тему» и что «это всё выстроено без особой развязки. Так же развивается большая часть эпизода: как ожидание некой отличной шутки, которая так и не появляется. Есть отсылка к „Close Encounters“ и видение Интернета как одного гигантского роутера. Кайл узнаёт, что этот роутер нужно просто отключить и снова включить — и это универсальное решение любых проблем». Фиккетт оценил эпизод на 7 из 10.
Джош Моделл из The A.V. Club оценил эпизод на «С» и отметил, что «Было одно большое сообщение: мы слишком полагаемся на интернет, и в основном используем его для бесполезной траты времени на ерунду, и эта тема была сильно избита вот и всё, что было смешно и не более».
Брэд Тричак из TV Squad сказал о заговоре: «Как у человека, который работает с Интернетом каждый день, у меня были некоторые предубеждения, связанные с тем упрощённым образом, с помощью которого он был представлен. Интернет используется гораздо больше, чем для торговли или общения по электронной почте (или действительно для просмотра порно). На него полагаются целые отрасли экономики. Единственная часть, которая показалась мне правдиво показанной, это то, как люди переживают Великую Депрессию, когда страна осталась без Интернета».